# Celleporina
Genre
Celleporina est un genre d'ectoproctes de l'ordre Cheilostomatida et de la famille Celleporidae.

## Liste d'espèces
Selon World Register of Marine Species (20 avril 2016) :
- Celleporina abstrusa Winston & Vieira, 2013
- Celleporina algarvensis Souto, Reverter-Gil & De Blauwe, 2014
- Celleporina aspera Dick & Ross, 1988
- Celleporina asymmetrica Moyano, 1985
- Celleporina avicularia Hayami, 1973
- Celleporina avicularidentata Gluhak, Lewis & Popijak, 2007
- Celleporina bellatula Hayward & Ryland, 1995
- Celleporina bicostata Hayward, 1980
- Celleporina bidenticulata (Busk, 1881)
- Celleporina bilabiata (Busk, 1852)
- Celleporina bilabiata (Busk, 1881)
- Celleporina bitari Harmelin, 2014
- Celleporina boryi (Audouin, 1826)
- Celleporina caliciformis (Lamouroux, 1816)
- Celleporina caminata (Waters, 1879)
- Celleporina canariensis Aristegui, 1989
- Celleporina cochlearia Hayward & Ryland, 1995
- Celleporina conescharellinoides Gordon, 1989
- Celleporina costata (MacGillivray, 1869)
- Celleporina costazii (Audouin, 1826)
- Celleporina cribrillifera (Hincks, 1885)
- Celleporina decipiens Hayward, 1976
- Celleporina derungsi Souto, Reverter-Gil & Fernández-Pulpeiro, 2010
- Celleporina diota Marcus, 1938
- Celleporina excisa Harmer, 1957
- Celleporina fistulata Hayward & Ryland, 1995
- Celleporina fragilis Aristegui, 1989
- Celleporina fusiformis Ikezawa & Mawatari, 1993
- Celleporina geminata (Ortmann, 1890)
- Celleporina globosa Liu, 2001
- Celleporina grandis Gordon, 1989
- Celleporina granum (Hincks, 1881)
- Celleporina hainanica Liu, 2001
- Celleporina hemiperistomata (Gordon, 1984)
- Celleporina ignota (Norman, 1909)
- Celleporina incrassata Lamarck, 1816
- Celleporina irregulata (Okada, 1923)
- Celleporina kyurokushimaensis Hayami, 1973
- Celleporina labiata Aristegui, 1989
- Celleporina lacrimula Hayward, 1992
- Celleporina langei (Marcus, 1939)
- Celleporina longirostris (MacGillivray, 1885)
- Celleporina lucida (Hincks, 1880)
- Celleporina mangnevillana (Lamouroux, 1816)
- Celleporina mediterranea Souto, Reverter-Gil & De Blauwe, 2014
- Celleporina minima Grischenko, Dick & Mawatari, 2007
- Celleporina munita (MacGillivray, 1885)
- Celleporina nordenskjoldi (Kluge, 1929)
- Celleporina parvula (Canu & Bassler, 1928)
- Celleporina perplexa (Harmer, 1957)
- Celleporina pisiformis Canu & Bassler, 1929
- Celleporina platalea (MacGillivray, 1869)
- Celleporina podistra Gordon, 1989
- Celleporina porosissima Harmer, 1957
- Celleporina procumbens (Osburn, 1952)
- Celleporina protainii (Audouin, 1826)
- Celleporina proximalis (Uttley & Bullivant, 1972)
- Celleporina pygmaea (Norman, 1868)
- Celleporina radiata (Ortmann, 1890)
- Celleporina reginae Ryland & Hayward, 1992
- Celleporina robertsoniae (Canu & Bassler, 1923)
- Celleporina rostellata Harmer, 1957
- Celleporina rota (MacGillivray, 1885)
- Celleporina serrirostrata Liu, 2001
- Celleporina sinica Liu, 2001
- Celleporina sinuata Gordon, 1989
- Celleporina siphuncula Hayward & McKinney, 2002
- Celleporina solida Florence, Hayward & Gibbons, 2007
- Celleporina souleae Morris, 1979
- Celleporina spatula (MacGillivray, 1887)
- Celleporina surcularis (Packard, 1863)
- Celleporina tiara (MacGillivray, 1887)
- Celleporina tropica Hayward, 1988
- Celleporina tubulata (Uttley & Bullivant, 1972)
- Celleporina tubulosa (Hincks, 1880)
- Celleporina umbonata Ikezawa & Mawatari, 1993
- Celleporina ventricosa (Lorenz, 1886)
- Celleporina wellingtonensis Gordon, 2009